# Divadlo Andreasa Gryphiusa v Hlohově
Divadlo Andreasa Gryphiusa v Hlohově je klasicistní budova nacházející se v Hlohově, v centru Starého Města, blízko budovy radnice. Divadlo bylo postaveno v roce 1799 podle návrhu Christiana Valentina Schultzeho jako multifunkční divadlo, které nabízelo hned několik scénických žánrů. Divadlo zde fungovalo téměř do konce druhé světové války, kdy byla budova během obléhání Hlohova zničena. V následujících desetiletích byly předloženy různé koncepce obnovy hlohovského divadla, ale žádná z nich nebyla realizována. Budova byla obnovena teprve v letech 2017–2019, a v dnešní době vypadá přesně jako před válkou. Sídlí zde pobočka Městského kulturního centra a konají se zde koncerty, představení a konference.